# Municipio de Madison (condado de Grant, Dakota del Sur)
El municipio de Madison (en inglés: Madison Township) es un municipio ubicado en el condado de Grant en el estado estadounidense de Dakota del Sur. En el año 2010 tenía una población de 123 habitantes y una densidad poblacional de 1,33 personas por km².

## Geografía
El municipio de Madison se encuentra ubicado en las coordenadas 45°6′21″N 96°41′52″O / 45.10583, -96.69778. Según la Oficina del Censo de los Estados Unidos, el municipio tiene una superficie total de 92.66 km², de la cual 92,63 km² corresponden a tierra firme y (0,03 %) 0,03 km² es agua.

## Demografía
Según el censo de 2010, había 123 personas residiendo en el municipio de Madison. La densidad de población era de 1,33 hab./km². De los 123 habitantes, el municipio de Madison estaba compuesto por el 100 % blancos. Del total de la población el 0 % eran hispanos o latinos de cualquier raza.